# Cacia triangulifera
Cacia triangulifera är en skalbaggsart som beskrevs av Heller 1900. Cacia triangulifera ingår i släktet Cacia och familjen långhorningar.
Artens utbredningsområde är Sulawesi. Inga underarter finns listade.